# Hypochnicium
Hypochnicium J. Erikss. (nalotnica) – rodzaj grzybów z rzędu żagwiowców (Polyporales).

## Charakterystyka
Grzyby kortycjoidalne o bazydiokarpie rozpostartym, rozproszonym, przyrośniętym. Hymenofor gładki, guzowaty lub nieregularnie zębaty, brzeg nieokreślony. System strzępkowy monomityczny, strzępki ze sprzążkami, cienko- do grubościenne. Czasami występują cystydy. Podstawki cylindryczne do lekko maczugowatych, zwykle wąskie, 4-sterygmowe ze sprzążką u podstawy. Bazydiospory elipsoidalne do kulistych, wyraźnie grubościenne, gładkie lub brodawkowane, nieamyloidalne, cyjanofilne.
Niektóre gatunki dawniej zaliczane do Hypochnicium zostały z niego wyłączone.

## Systematyka i nazewnictwo
Pozycja w klasyfikacji według Index Fungorum: incertae sedis, Polyporales, Incertae sedis, Agaricomycetes, Agaricomycotina, Basidiomycota, Fungi.
Synonim naukowy: Nodotia Hjortstam.
Polską nazwę nadał Władysław Wojewoda w 1973 r., wcześniej (w 1898 r.) Stanisław Chełchowski wprowadził nazwę nalotek.
Gatunki występujące w Polsce:
- Hypochnicium albostramineum (Bres.) Hallenb. 1985[5]
- Hypochnicium bombycinum (Sommerf.) J. Erikss. 1958 – nalotnica jedwabnikowata
- Hypochnicium caucasicum Parmasto 1967 – nalotnica kaukaska
- Hypochnicium cremicolor (Bres.) H. Nilsson & Hallenb. 2003[6]
- Hypochnicium cymosum (D.P. Rogers & H.S. Jacks.) K.H. Larss. & Hjortstam 1977 – nalotnica ostrorozwierkowa
- Hypochnicium eichleri (Bres. ex Sacc. & P. Syd.) J. Erikss. & Ryvarden 1976 – nalotnica podlaska
- Hypochnicium erikssonii Hallenb. & Hjortstam 1990 – nalotnica kulistozarodnikowa
- Hypochnicium geogenium (Bres.) J. Erikss. 1958 – nalotnica naziemna
- Hypochnicium multiforme (Berk. & Broome) Hjortstam 1998 – nalotnica sosnowa[7]
- Hypochnicium punctulatum (Cooke) J. Erikss. 1958 – nalotnica białokremowa
- Hypochnicium subrigescens Boidin 1971[6]
- Hypochnicium wakefieldiae (Bres.) J. Erikss. 1958[6]

Nazwy naukowe na podstawie Index Fungorum. Nazwy polskie według Władysława Wojewody (z wyjątkiem nazw oznaczonych przypisami).